# 2. česká národní hokejová liga 1985/1986
2. česká národní hokejová liga 1985/1986 byla 9. ročníkem jedné ze skupin československé třetí nejvyšší hokejové soutěže, druhou nejvyšší samostatnou v rámci České socialistické republiky.

## Systém soutěže
24 týmů bylo rozděleno do tří osmičlenných regionálních skupin. Ve skupinách se všech 8 klubů utkalo čtyřkolově každý s každým (celkem 28 kol). Vítězové všech tří skupin postoupily do finálové skupiny, ve které se utkaly dvoukolově každý s každým (celkem 4 kola). Vítězný tým postoupil do dalšího ročníku 1. ČNHL.
Týmy na posledních místech každé skupiny sestoupily do krajských přeborů.

## Základní část

### Skupina A
| Poř. | Tým                    | Z  | V  | R | P  | VB  | OB  | B  |
| ---- | ---------------------- | -- | -- | - | -- | --- | --- | -- |
| 1.   | TJ VTŽ Chomutov        | 28 | 21 | 2 | 5  | 144 | 82  | 44 |
| 2.   | VTJ Litoměřice         | 28 | 17 | 4 | 7  | 159 | 107 | 38 |
| 3.   | TJ Baník Sokolov       | 28 | 14 | 4 | 10 | 126 | 113 | 32 |
| 4.   | TJ DP I. ČLTK Praha    | 28 | 9  | 7 | 12 | 109 | 105 | 25 |
| 5.   | VTJ Mělník             | 28 | 10 | 5 | 13 | 104 | 138 | 25 |
| 6.   | TJ Škoda Rokycany      | 28 | 11 | 0 | 17 | 101 | 131 | 22 |
| 7.   | TJ Uhelné sklady Praha | 28 | 7  | 5 | 16 | 93  | 119 | 19 |
| 8.   | TJ ČKD Slaný           | 28 | 7  | 5 | 16 | 84  | 125 | 19 |

### Skupina B
| Poř. | Tým                   | Z  | V  | R | P  | VB  | OB  | B  |
| ---- | --------------------- | -- | -- | - | -- | --- | --- | -- |
| 1.   | VTJ Tábor             | 28 | 20 | 2 | 6  | 146 | 70  | 42 |
| 2.   | VTJ Příbram           | 28 | 19 | 2 | 7  | 141 | 89  | 40 |
| 3.   | TJ ZVVZ Milevsko      | 28 | 17 | 3 | 8  | 117 | 102 | 37 |
| 4.   | TJ Baník Příbram      | 28 | 15 | 2 | 11 | 127 | 111 | 32 |
| 5.   | TJ Jitex Písek        | 28 | 14 | 3 | 11 | 118 | 84  | 31 |
| 6.   | TJ Tesla Kolín        | 28 | 8  | 5 | 15 | 97  | 118 | 21 |
| 7.   | TJ Vodní stavby Tábor | 28 | 6  | 3 | 19 | 91  | 170 | 15 |
| 8.   | VTJ Sušice            | 28 | 2  | 2 | 24 | 79  | 172 | 6  |

### Skupina C
| Poř. | Tým                           | Z  | V  | R | P  | VB  | OB  | B  |
| ---- | ----------------------------- | -- | -- | - | -- | --- | --- | -- |
| 1.   | TJ TŽ VŘSR Třinec             | 28 | 16 | 3 | 9  | 121 | 98  | 35 |
| 2.   | TJ Lokomotiva Meochema Přerov | 28 | 15 | 2 | 11 | 117 | 95  | 32 |
| 3.   | TJ AZ Havířov                 | 28 | 14 | 4 | 10 | 110 | 92  | 32 |
| 4.   | TJ Tatra Kopřivnice           | 28 | 13 | 3 | 12 | 128 | 105 | 29 |
| 5.   | VTJ VVŠ PV Vyškov             | 28 | 12 | 2 | 14 | 100 | 112 | 26 |
| 6.   | TJ Baník Hodonín              | 28 | 11 | 4 | 13 | 95  | 110 | 26 |
| 7.   | TJ Prostějov                  | 28 | 10 | 3 | 15 | 127 | 147 | 23 |
| 8.   | TJ Elitex Třebíč              | 28 | 8  | 5 | 15 | 98  | 137 | 21 |

Týmy TJ ČKD Slaný, VTJ Sušice a TJ Elitex Třebíč sestoupily do krajských přeborů. Nahradily je kluby, jež uspěly v kvalifikaci TJ Karbo Benátky nad Jizerou, VTJ Klatovy a TJ Žďas Žďár nad Sázavou.

## Finále
| Poř. | Tým               | Z | V | R | P | VB | OB | B |
| ---- | ----------------- | - | - | - | - | -- | -- | - |
| 1.   | TJ TŽ VŘSR Třinec | 4 | 2 | 1 | 1 | 14 | 13 | 5 |
| 2.   | VTJ Tábor         | 4 | 1 | 2 | 1 | 19 | 18 | 4 |
| 3.   | TJ VTŽ Chomutov   | 4 | 1 | 1 | 2 | 16 | 18 | 3 |

Tým TJ TŽ VŘSR Třinec postoupil do dalšího ročníku 1. ČNHL. Nahradil ho sestupující tým TJ Stadion PS Liberec.